# Żyła główna dolna

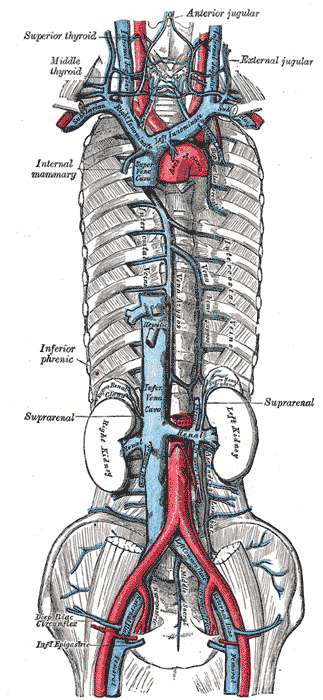
Żyła główna dolna i jej dopływy

Żyła główna dolna, żyła próżna dolna, żyła czcza dolna (ang. inferior vena cava - IVC, łac. vena cava inferior) – w anatomii człowieka pień żylny  zbierający krew z podprzeponowej połowy ciała i uchodzący do prawego przedsionka serca.

## Przebieg
Żyła główna dolna powstaje z połączenia żył biodrowych wspólnych. Łączą się one pod kątem 60–65 stopni, do przodu od krążka międzykręgowego położonego między czwartym a piątym kręgiem lędźwiowym, około 1–2 cm poniżej rozdwojenia aorty. Biegnie pionowo ku górze wzdłuż prawego brzegu kręgosłupa po prawej stronie aorty. Na poziomie pierwszego kręgu lędźwiowego zbacza na stronę prawą i dochodzi do powierzchni przeponowej wątroby, gdzie przebiega w bruździe żyły głównej (biorąc istotny udział w umocowaniu tego narządu). Przechodzi przez otwór żyły głównej (ang. caval opening, łac. foramen venae cavae) w przeponie i wchodzi do klatki piersiowej. Zagina się tam silnie do przodu i w lewo, przechodzi przez osierdzie i uchodzi do tylno-dolnej części prawego przedsionka.

## Rozmiary
Składa się z dwóch części: części brzusznej i krótkiej części piersiowej. Długość zwykle wynosi około 22–25 cm (z czego 2–3 cm przypada na część piersiową).
Średnica żyły na dole wynosi około 20–22 mm i wzrasta w miarę dochodzenia kolejnych dopływów. W końcowym odcinku ma średnicę około 30–32 mm.

## Stosunki anatomiczne

### Część brzuszna
- ku tyłowi:
  - kręgosłup
  - tętnice lędźwiowe prawe
  - tętnica nerkowa prawa
  - tętnica nadnerczowa środkowa prawa
  - tętnica przeponowa dolna prawa
  - mięsień lędźwiowy większy prawy – brzeg przyśrodkowy
  - pień współczulny prawy
  - węzły chłonne
- po stronie lewej:
  - część brzuszna aorty
  - przepona – prawa odnoga
- po stronie prawej:
  - mięsień lędźwiowy większy prawy
  - moczowód
  - nerka prawa
  - nadnercze prawe
- do przodu:
  - tętnica biodrowa wspólna prawa
  - nasada krezki jelita cienkiego
  - tętnica jądrowa prawa – u mężczyzn
  - tętnica jajnikowa prawa – u kobiet
  - otrzewna ścienna
  - dwunastnica – dolna część
  - trzustka – głowa
  - żyła wrotna
  - wątroba – część tylna powierzchni przeponowej

### Część piersiowa
- odcinek zewnątrzosierdziowy:
  - opłucna
  - płuco prawe – podstawa
  - błona oskrzelowo-osierdziowa
- odcinek wewnątrzosierdziowy:
  - pokryty dookoła blaszką trzewną osierdzia

## Dopływy[a]
- gałęzie ścienne
  - żyły przeponowe dolne[2] (venae prenicae inferiores)
  - żyły lędźwiowe (venae lumbales)
- gałęzie trzewne
  - żyły biodrowe wspólne  (venae iliacae communes)
  - żyła krzyżowa pośrodkowa[3] (vena sacralis mediana)
  - żyły wątrobowe (venae hepaticae)
  - żyły nerkowe (venae renales)
  - żyła nadnerczowa prawa (vena suprarenalis dextra)
  - żyła jądrowa prawa (vena testicularis dextra)
  - żyła jajnikowa prawa (vena ovariva dextra)

## Odmiany
- żyła główna dolna może nie występować[b]
- w przypadku odwrotnego ułożenia trzewi znajduje się po lewej stronie aorty brzusznej i przez przeponę przechodzi przez rozwór aortowy
- żyła główna dolna może być podwójna[c]
- do żyły głównej dolnej mogą uchodzić
  - żyła nadnerczowa lewa
  - żyła jądrowa lewa
  - żyła jajnikowa lewa

## Zespolenia
- poprzez żyły lędźwiowe (które obustronnie łączy żyła lędźwiowa wstępująca, uchodzące do żył nieparzystych obustronnie, a w dolnej części łączące się z żyłą biodrową wspólną) z żyłą główną górną.

## Zastawki
Żyła główna dolna posiada tylko jedną zastawkę położoną w ujściu do prawego przedsionka serca.